# ツリーホテル

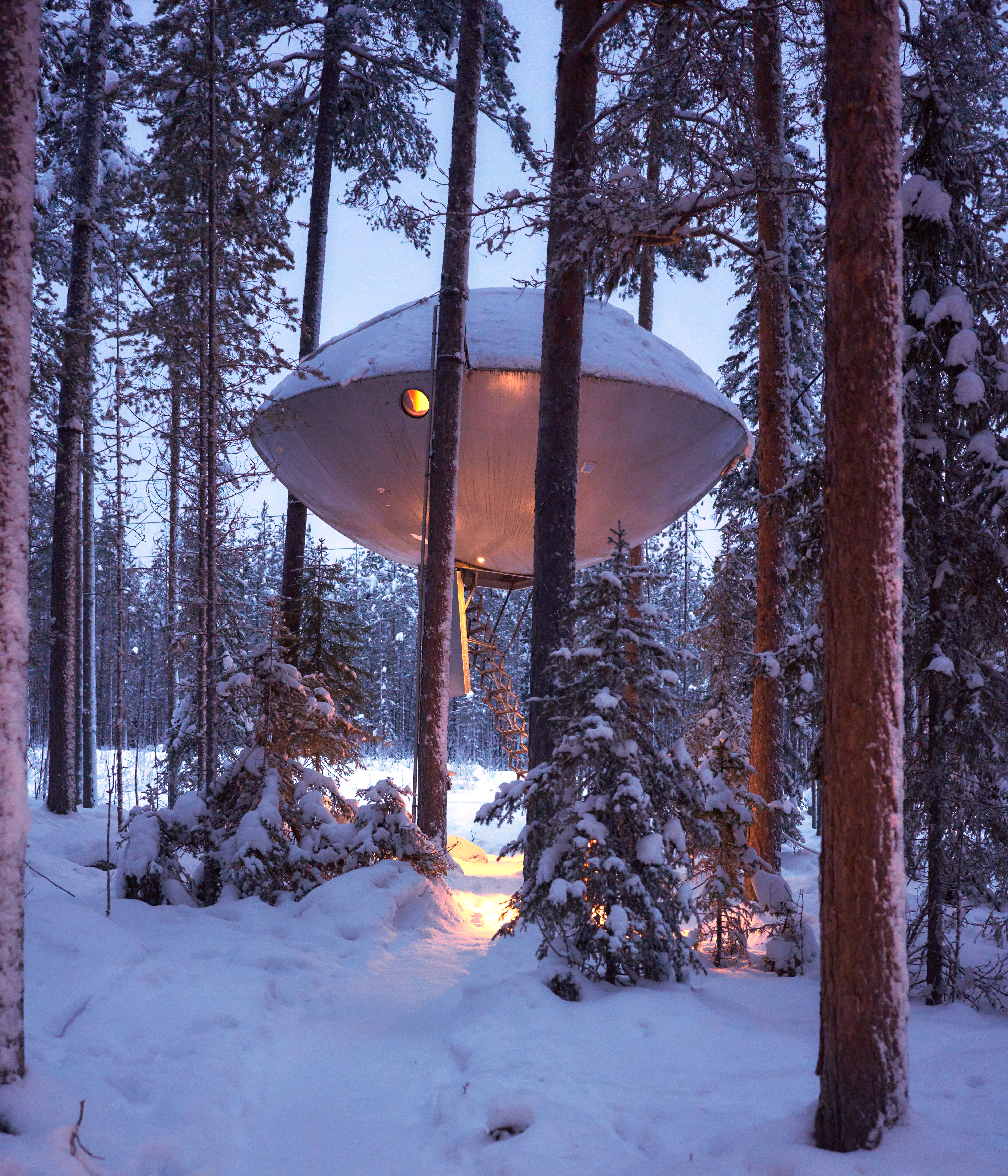
ツリーホテル「The UFO」

ツリーホテル（英: Treehotel）は、スウェーデンのホテルである。

## 概要
スウェーデンの北部にあるノールボッテン県のハラッズ (en:Harads) の森林の中に所在する。近くには、ルーレ川 (en:Lule River) が流れている。
この施設は、2008年に公開された、ヨーナス・セルベリ＝アウグスツセーン (sv:Jonas Selberg Augustsén) 監督による映画『木を愛する人』 (sv:Trädälskaren) から想を得て製作されたもので、地上からおよそ4 - 6メートルの高さに設けられたツリーハウスに宿泊することができる。
トリップアドバイザーが発表した「死ぬまでに泊まりたい 世界のツリートップホテル 12」に選ばれている。2011年には、スウェーデンのグランドツーリズムアワードを受賞している。

## 歴史
2010年7月17日に開設された。開業当時は、それぞれ「キャビン」 (The Cabin) 、「鳥の巣」 (The Bird’s nest) 、「ブルー・コーン」 (The Blue Cone) 、「ミラーキューブ」 (The Mirrorcube) と名付けられた4つの客室が存在した。同年10月、「ユーフォー」 (The UFO) 、「ドラゴンフライ」 (the Dragonfly) という客室が開設された。2016年には「セブンス・ルーム」 (The 7th Room) という客室が開設されている。

## 設計・構造
「キャビン」は、マーチン・シレーンとグスタフ・シレーン (Mårten Cyrén & Gustav Cyrén) が設計した。「鳥の巣」は、建築家のバーティル・ハグストロム (Bertil Harström) が設計した。「ミラーキューブ」は、建築家のボーレ・サムとマーティン・ヴィデガルド (Bolle Tham & Martin Videgård) が設計したもので、1本の木の幹に立方体が固定設置された構造をしており、外壁にはガラスが貼られている。「セブンス・ルーム」は、オスロとニューヨークに活動拠点を置く設計事務所スノヘッタが設計した。

## 交通アクセス
ルレオ空港から車でおよそ1時間。